# Список объектов культурного наследия в Тюменской области
В данном списке перечисляются объекты культурного наследия (памятники истории и культуры), находящиеся на юге Тюменской области. Списки объектов культурного наследия входящих в состав области Ханты-Мансийского и Ямало-Ненецкого автономных округов см. в отдельных статьях.
На юге Тюменской области к числу памятников истории и культуры относятся 913 объектов, включая объекты федерального значения. Объекты Всемирного наследия ЮНЕСКО и объекты, входящие в Государственный свод особо ценных объектов культурного наследия народов Российской Федерации, в регионе отсутствуют.
Деятельность органов государственной власти области по управлению объектами культурного наследия регулируется Законом Тюменской области от 16 февраля 2004 года № 204 «О государственной охране, сохранении и использовании объектов культурного наследия (памятников истории и культуры) в Тюменской области».

## Объекты федерального значения
Всего на юге Тюменской области под охраной находятся 80 федеральных объектов культурного наследия (в том числе утраченные), не считая объектов в составе комплексов. Из них:
- памятников архитектуры — 34
- памятников истории — 25
- памятников археологии — 20
- памятников монументального искусства — 1

### Ишим
| Код        | Наименование        | Типология             | Дата постройки   | Адрес                | Чем занят | Год включения в реестр | Изображение |
| ---------- | ------------------- | --------------------- | ---------------- | -------------------- | --------- | ---------------------- | ----------- |
| 7210028000 | Богоявленский собор | Памятники архитектуры | конец XVIII века | площадь им. Урицкого |           | 1976, 1995             |             |

### Тобольск
| Код                              | Наименование | Типология                               | Дата постройки        | Адрес                              | Чем занят                      | Год включения в реестр | Изображение |
| -------------------------------- | --- | --------------------------------------- | --------------------- | ---------------------------------- | ------------------------------ | ---------------------- | ----------- |
| 7200000020 7200000157            | Могила Грабовского Павла Арсеньевича (1864—1902)                                                                                           | Памятники истории Памятники архитектуры |                       | улица Клары Цеткин, дом 51         | Завальное кладбище             | 1960                   |             |
| 7200000021 7200000022 7200000158 | Могила Ершова Петра Павловича (1792—1869)                                                                                                  | Памятники истории Памятники архитектуры |                       | улица Клары Цеткин, дом 51         | Завальное кладбище             | 1960, 1976             |             |
| 7200000027                       | Могила Словцова Петра Андреевича (1767—1843)                                                                                               | Памятники истории                       |                       | улица Клары Цеткин, дом 51         | Завальное кладбище             | 1960                   |             |
| 7200000028                       | Могила Муравьёва Александра Михайловича (1802—1853)                                                                                        | Памятники истории                       |                       | улица Клары Цеткин, дом 51         | Завальное кладбище             | 1960                   |             |
| 7200000030                       | Дом Ершова Петра Павловича — автора сказки «Конёк-Горбунок»                                                                                | Памятники истории                       |                       | улица Ершова, дом 16               |                                | 1960                   |             |
| 7200000031                       | Комплекс (дом причта Богородицкой церкви, здание магистрата, здание богадельни при Богородицкой церкви)                                    | Памятники архитектуры                   | 1754                  | улица Розы Люксембург, дома 5 и 5а |                                | 1960, 1995             |             |
| 7200000077                       | Могила Башмакова Флегонта Мироновича (1775—1859)                                                                                           | Памятники истории                       |                       | улица Клары Цеткин, дом 51         | Завальное кладбище             | 1960                   |             |
| 7200000078                       | Могила Вольфа Фердинанда Богдановича (1795—1854)                                                                                           | Памятники истории                       |                       | улица Клары Цеткин, дом 51         | Завальное кладбище             | 1960                   |             |
| 7200000079                       | Могила Краснокутского Семёна Григорьевича (умер в 1840 г.), декабриста                                                                     | Памятники истории                       |                       | улица Клары Цеткин, дом 51         | Завальное кладбище             | 1960                   |             |
| 7200000080                       | Могила Кюхельбекера Вильгельма Карловича, декабриста (1797—1846)                                                                           | Памятники истории                       |                       | улица Клары Цеткин, дом 51         | Завальное кладбище             | 1960                   |             |
| 7200000090 7210032000            | Здание Спасской церкви, где в 1844 г. состоялась панихида в память декабриста Барятинского Александра Петровича                            | Памятники архитектуры                   | 1709                  | улица Войнова                      |                                | 1976, 1997             |             |
| 7200000159                       | Дом, в котором в 1919 году находилась штаб-квартира В. К. Блюхера                                                                          | Памятники архитектуры                   |                       | улица Революции, дом 18            |                                | 1974                   |             |
| 7200000160                       | Дом, в котором 5 февраля 1918 года проходил первый съезд Советов, провозгласивший установление Советской власти                            | Памятники архитектуры                   |                       | улица Семакова, дом 2              |                                | 1974                   |             |
| 7200451000                       | Дом жилой | Памятники архитектуры                   | нач. XIX века         | улица Ленина, дом 22 (литер А)     |                                | 1987, 1995             |             |
| 7210029000                       | Торговый дом | Памятники архитектуры                   | 1899                  | Базарная площадь, дом 5            |                                | 1987, 1995             |             |
| 7210030000                       | Дом Фонвизина Михаила Александровича, в котором он жил с 1838 по 1853 гг., отбывая ссылку                                                  | Памятники истории                       |                       | улица Большая Октябрьская, дом 6   | Снесён по ветхости             | 1960                   |             |
| 7210031000                       | Петропавловская церковь | Памятники архитектуры                   | 1768                  | улица Большая Сибирская, дом 2     |                                | 1976, 1995             |             |
| 7210033000                       | Андреевская церковь | Памятники архитектуры                   | 1755                  | улица Володарского, дом 81         |                                | 1976, 1995             |             |
| 7210034000                       | Духовная семинария | Памятники архитектуры                   | 1770                  | улица Декабристов, дом 21          |                                | 1976                   |             |
| 7210035000                       | Дом поэта Ершова Петра Павловича, у которого до 1856 г. бывали Фонвизин Михаил Александрович и другие ссыльные декабристы                  | Памятники истории                       |                       | улица Ершова, дом 21               | Снесён по ветхости             | 1976                   |             |
| 7210036000                       | Могила Барятинского Александра Петровича (1798-1844)                                                                                       | Памятники истории                       |                       | улица Клары Цеткин, дом 21         | Завальное кладбище             | 1960                   |             |
| 7210036008                       | Могила Семёнова Степана Михайловича (1789-1852), декабриста                                                                                | Памятники истории                       |                       | улица Клары Цеткин, дом 21         | Завальное кладбище             | 1976, 1990             |             |
| 7210037000                       | Церковь Семи Отроков | Памятники архитектуры                   | 1776                  | улица Ремезова, дом 51             |                                | 1976, 1995             |             |
| 7210038001                       | Комплекс памятников «Ансамбль Кремля и Менового двора»                                                                                     | Памятники архитектуры                   | 1681—1797             | Красная площадь, дом 2             | Тобольская и Тюменская епархия | 1960, 1995             |             |
| 7210039000                       | Комплекс памятников «Тюремный замок» | Памятники архитектуры                   | 1855                  | Красная площадь, дом 4             |                                | 1995                   |             |
| 7210041000                       | Дом Худякова | Памятники архитектуры                   | 1795                  | улица Ленина, дом 22 (литер Б)     |                                | 1995                   |             |
| 7210042000                       | Церковь Михаила Архангела, связанная с жизнью декабристов на поселении (Михайло-Архангельский собор)                                       | Памятники архитектуры                   | 1745                  | улица Ленина, дом 24               |                                | 1960, 1976             |             |
| 7210043000                       | Дом декабриста Свистунова Петра Николаевича                                                                                                | Памятники истории                       |                       | улица Ленина, дом 38               | Снесён по ветхости             | 1960, 1974             |             |
| 7210044000                       | Здание, где в августе 1852 г. по инициативе декабристов было открыто девичье приходское училище                                            | Памятники истории                       | первая треть XIX века | улица Мира, дом 2                  |                                | 1976                   |             |
| 7210045000                       | Дом генерал-губернатора, в котором в 1836 –1851 гг. бывали многие декабристы по делам, связанным с пребыванием их на поселении             | Памятники истории                       | конец XVIII века      | улица Мира, дом 10                 |                                | 1976                   |             |
| 7210046000                       | Дом, в котором с конца 1852 г. находилось основанное декабристами девичье приходское училище                                               | Памятники истории                       | конец XVIII века      | улица Мира, дом 20                 |                                | 1976                   |             |
| 7210047000                       | Земляной вал и ров | Памятники археологии                    | 1688                  | нагорная часть города              |                                | 1960                   |             |
| 7210050000                       | Здание, в котором с 1841 по 1849гг. учился Менделеев Дмитрий Иванович. С 1856 по 1862 гг. директором этой гимназии был Ершов Пётр Павлович | Памятники архитектуры                   | 1810                  | улица Розы Люксембург, дом 14      |                                | 1960, 1976             |             |
| 7210051000                       | Дом декабриста Муравьёва Александра Михайловича                                                                                            | Памятники истории                       |                       | улица Семакова, дом 65             | Снесён по ветхости             | 1960, 1974             |             |
| 7210052000                       | Дом жилой | Памятники архитектуры                   | 1770-е годы           | улица Хохрякова, дом 2             |                                | 1987, 1995             |             |
| 7210053000                       | Обелиск, сооружённый в память Ермака Ивана Тимофеевича                                                                                     | Памятники монументального искусства     | 1839                  | мыс Чукман, Сад Ермака             |                                | 1960                   |             |

### Тюмень
| Код                   | Наименование                                                                          | Типология             | Дата постройки | Адрес                                          | Чем занят                                                                                 | Год включения в реестр | Изображение |
| --------------------- | ------------------------------------------------------------------------------------- | --------------------- | -------------- | ---------------------------------------------- | ----------------------------------------------------------------------------------------- | ---------------------- | ----------- |
| 7200000061            | Дом, где проходил I-й съезд Советов, провозгласивший в городе Тюмени Советскую власть | Памятники истории     |                | улица Семакова, дом 2                          | Уничтожен пожаром в 1995 году.                                                            | 1974                   |             |
| 7200000062            | Дом, в котором в 80-х гг. 19 в. жил Красин Леонид Борисович                           | Памятники истории     |                | улица Семакова, дом 7 (улица Хохрякова, дом 8) | Снесён в конце 1997 году.                                                                 | 1960                   |             |
| 7200481000            | Дом жилой                                                                             | Памятники архитектуры |                | улица 25-го Октября, дом 27                    |                                                                                           | 1990, 1995             |             |
| 7200403000            | Дом В. С. Поповой                                                                     | Памятники архитектуры | 1910-е годы    | улица Володарского, дом 7                      |                                                                                           | 1911                   |             |
| 7210001000            | Дом градоначальника                                                                   | Памятники архитектуры | 1810-е годы    | улица Володарского, дом 5                      | Отдел военного комиссариата Тюменской области по Калининскому и Центральному АО г. Тюмень | 1976, 1995             |             |
| 7210004000            | Комплекс памятников «Троицкий монастырь»                                              | Памятники архитектуры | 1715           | улица Коммунистическая, дом 10                 |                                                                                           | 1960                   |             |
| 7210005000            | Церковь Михаила Архангела                                                             | Памятники архитектуры | 1781           | улица Ленина, дом 22                           |                                                                                           | 1960, 1976             |             |
| 7210006000            | Дом Машарова                                                                          | Памятники архитектуры | 1870-е годы    | улица Ленина, дом 24                           | Музей «Дом Машарова»                                                                      | 1976, 1995             |             |
| 7210007000            | Церковь Спаса                                                                         | Памятники архитектуры | 1796           | улица Ленина, дом 43                           |                                                                                           | 1960                   |             |
| 7210008000 7200024000 | Церковь Воздвижения Креста Господня                                                   | Памятники архитектуры | 1790           | улица Луначарского, дом 1                      |                                                                                           | 1976                   |             |
| 7210009000            | Здание Коммерческого училища                                                          | Памятники архитектуры | 1914           | улица Луначарского, дом 2                      | Тюменский государственный архитектурно-строительный университет                           | 1976, 1995             |             |
| 7210011000            | Здание городской Думы                                                                 | Памятники архитектуры | 1834           | улица Республики, дом 4 (улица Ленина, дом 2)  | Тюменский областной краеведческий музей имени И. Я. Словцова                              | 1960, 1995             |             |
| 7210012000            | Контора почтовая                                                                      | Памятники архитектуры | 1820-е         | улица Республики, дом 12                       |                                                                                           |                        |             |
| 7210013000            | Дом, в котором в 1919 г. находилась штаб-квартира Блюхера Василия Константиновича     | Памятники истории     |                | улица Республики, дом 18                       | Музей-усадьба Колокольниковых                                                             | 1974                   |             |
| 7210014000            | Усадьба Колокольникова                                                                | Памятники архитектуры |                | улица Республики, дом 20                       | Музей-усадьба Колокольниковых                                                             | 1995                   |             |
| 7210015000            | Всехсвятская церковь (Круглая)                                                        | Памятники архитектуры | 1833           | улица Свердлова, дом 29                        |                                                                                           | 1960, 1995             |             |
| 7210016000            | Комплекс памятников «Собор Знамения»                                                  | Памятники архитектуры | 1768           | улица Семакова, дом 13                         |                                                                                           | 1960                   |             |
| 7210017000            | Церковь Вознесения Господня                                                           | Памятники архитектуры | 1789           | улица Щербакова, дом 2                         |                                                                                           | 1976                   |             |

### Ялуторовск
| Код                              | Наименование | Типология         | Дата постройки | Адрес                     | Чем занят | Год включения в реестр | Изображение |
| -------------------------------- | --- | ----------------- | -------------- | ------------------------- | --------- | ---------------------- | ----------- |
| 7200000019 7210067000            | Дом Якушкина Ивана Дмитриевича | Памятники истории |                | улица Революции, дом 6    |           | 1960                   |             |
| 7200000025 7210068000            | Дом Муравьёва-Апостола Матвея Ивановича, в котором он жил с 1836 по 1856 гг. | Памятники истории |                | улица Революции, дом 59   |           | 1960                   |             |
| 7200000066 7200000067 7210066000 | Здание школы для девочек, открытой по инициативе декабристов в 1846 году, устав которой был составлен Свистуновым Петром Николаевичем и где преподавал Якушкин Иван Дмитриевич, 1850 г. | Памятники истории | 1850           | улица Новикова, дом 31    |           | 1960                   |             |
| 7210069000                       | Могила Ентальцева Андрея Васильевича (1780-1845) | Памятники истории |                | старое городское кладбище |           | 1960                   |             |

### Заводоуковский район
| Код        | Наименование                                           | Типология            | Дата постройки                 | Адрес                                                          | Чем занят | Год включения в реестр | Изображение |
| ---------- | ------------------------------------------------------ | -------------------- | ------------------------------ | -------------------------------------------------------------- | --------- | ---------------------- | ----------- |
| 7210018000 | Поселение «Гилёва-VIII»                                | Памятники археологии | III—II тыс. до н. э.           | Ингальская долина, юго-западнее г. Заводоуковска               |           | 1995                   |             |
| 7210019000 | Укреплённое поселение «Гилёва-VI»                      | Памятники археологии | III—II тыс. до н. э.           | Ингальская долина, 1,5 км юго-западнее д. Гилёва               |           | 1995                   |             |
| 7210020000 | Комплекс памятников (Старо-Лыбаево, Устюг, Остров, Ук) | Памятники археологии | I тыс. до н. э. — I тыс. н. э. | Ингальская долина, между г. Заводоуковском и д. Старое Лыбаево |           | 1995                   |             |

### Исетский район
| Код        | Наименование                 | Типология             | Дата постройки                            | Адрес                                                    | Чем занят | Год включения в реестр | Изображение |
| ---------- | ---------------------------- | --------------------- | ----------------------------------------- | -------------------------------------------------------- | --------- | ---------------------- | ----------- |
| 7210022000 | Городище «Коловское»         | Памятники археологии  | Ранний железный век                       | Ингальская долина, южнее д. Колово                       |           | 1995                   |             |
| 7210023000 | Могильник «Красногорский-I»  | Памятники археологии  | Поздняя бронза, ранний железный век       | Ингальская долина, 1,2 км юго-восточнее д. Красногорская |           | 1995                   |             |
| 7210024000 | Поселение «Коловское-I»      | Памятники археологии  | Ранний железный век                       | Ингальская долина, 1 км западнее д. Лога                 |           | 1995                   |             |
| 7210025000 | Поселение «Коловское-II»     | Памятники археологии  | Ранний железный век                       | Ингальская долина, 3 км юго-восточнее д. Минино          |           | 1995                   |             |
| 7210026000 | Слободо-Бешкильское городище | Памятники археологии  | Неолит, эпоха бронзы, ранний железный век | Ингальская долина, 10 км севернее д. Слобода Бешкиль     |           | 1995                   |             |
| 7210027000 | Христорождественская церковь | Памятники архитектуры | 1850                                      | с. Слобода Бешкильская, улица им. Старцева, дом 40       |           | 1976, 1995             |             |

### Тобольский район
| Код        | Наименование                                             | Типология             | Дата постройки | Адрес        | Чем занят | Год включения в реестр | Изображение |
| ---------- | -------------------------------------------------------- | --------------------- | -------------- | ------------ | --------- | ---------------------- | ----------- |
| 7200249000 | Комплекс памятников «Монастырь Абалакский»               | Памятники архитектуры | 1683           | с. Абалак    | монастырь | 1976                   |             |
| 7200249000 | «Кучумово городище» - древняя столица Сибирского царства | Памятники археологии  |                | д. Алемасово |           | 1960                   |             |

### Тюменский район
| Код        | Наименование                                                         | Типология            | Дата постройки | Адрес                                       | Чем занят | Год включения в реестр | Изображение |
| ---------- | -------------------------------------------------------------------- | -------------------- | -------------- | ------------------------------------------- | --------- | ---------------------- | ----------- |
| 7210055000 | Комплекс археологических памятников                                  | Памятники археологии |                | южный берег озера Андреевское               |           | 1960                   |             |
| 7210056000 | Комплекс памятников (Молчановский могильник, Молчановское поселение) | Памятники археологии | железный век   | близ д. Молчановой, на левом берегу р. Туры |           | 1995                   |             |
| 7210057000 | Комплекс памятников (Мысовские курганы, Мысовские поселение)         | Памятники археологии | железный век   | д. Мыс (бывшая), левый берег р. Тура        |           | 1995                   |             |
| 7210058000 | Айгинское городище                                                   | Памятники археологии | железный век   | близ д. Щербак, на левом берегу р. Туры     |           | 1995                   |             |

### Упоровский район
| Код        | Наименование                                                                                               | Типология            | Дата постройки                       | Адрес                                                    | Чем занят | Год включения в реестр | Изображение |
| ---------- | --- | -------------------- | ------------------------------------ | -------------------------------------------------------- | --------- | ---------------------- | ----------- |
| 7200000018 | Комплекс памятников (курганная группа «Бугорки-I», селище «Боровушки-I», стоянка (селище) «Боровушки-III») | Памятники археологии | Неолит, энеолит, ранний железный век | Ингальская долина, дер. Боровушки                        |           | 1995                   |             |
| 7210063000 | Поселение «Ингалинка-I»                                                                                    | Памятники археологии | Ранний железный век                  | Ингальская долина, с. Ингалинка, восточная окраина       |           | 1995                   |             |
| 7210064000 | Могильник «Пушкарёвский-I»                                                                                 | Памятники археологии | Ранний железный век                  | Ингальская долина, д. Пушкарево, 1,5 км от деревни       |           | 1995                   |             |
| 7210065000 | Городище «Скородум»                                                                                        | Памятники археологии | Ранний железный век, Средневековье   | Ингальская долина, д. Скородум, 3,5 км восточнее деревни |           | 1995                   |             |

### Ялуторовский район
| Код        | Наименование                | Типология            | Дата постройки                                       | Адрес                                       | Чем занят | Год включения в реестр | Изображение |
| ---------- | --------------------------- | -------------------- | ---------------------------------------------------- | ------------------------------------------- | --------- | ---------------------- | ----------- |
| 7210071000 | Комплекс памятников (Ревда) | Памятники археологии | Ранний железный век                                  | д. Ревда, северо-восточнее деревни          |           | 1995                   |             |
| 7210072000 | Комплекс памятников (Садык) | Памятники археологии | Ранний железный век, II тыс. до н. э. — I тыс. н. э. | д. Яр, 6-9 км южнее и юго-восточнее деревни |           | 1995                   |             |

### Ярковский район
| Код        | Наименование                                                 | Типология             | Дата постройки | Адрес           | Чем занят | Год включения в реестр | Изображение |
| ---------- | ------------------------------------------------------------ | --------------------- | -------------- | --------------- | --------- | ---------------------- | ----------- |
| 7200000026 | Комплекс памятников (городище «Иска-I», поселение «Иска-II») | Памятники архитектуры |                | дер. Артамоново |           | 1995                   |             |

## Прочие объекты
Прочие объекты культурного наследия, находящиеся на юге Тюменской области, можно посмотреть в следующих списках:
- список региональных объектов культурного наследия в Тюменской области
- список местных объектов культурного наследия в Тюменской области
- список объектов культурного наследия без категории охраны в Тюменской области